# SV! Agronomia Gottingensis
Die Studentische Verbindung (SV!) Agronomia Gottingensis ist eine 1867 gegründete Studentenverbindung an der Georg-August-Universität Göttingen.

## Couleur
Die Mitglieder der Agronomia Gottingensis tragen die Farben Rot-Weiß-Hellblau mit silberner Perkussion. Als Mütze wird eine hellblaue Hinterhauptcouleur im kleinen Biedermeierformat getragen. Die Füchse tragen ein Rot-Weißes Fuchsenband, Conkneipanten eine Rot-Weiße Schleife.
Der Wahlspruch der Agronomia Gottingensis lautet: Wie die Saat, so die Erndte!.
Die SV! Agronomia Gottingensis pflegt die Traditionen mehrerer in ihr aufgegangener Korporationen des nicht mehr bestehenden Naumburger Senioren-Convents (NSC), namentlich der Agronomia Lipsiensis, Agronomia Gießen, Agraria Jena, Agraria Göttingen und der Agronomia Jenensis – ehemals im Rudolstädter Senioren-Convent (RSC).

## Geschichte der Agronomia Gottingensis

### 1867–1923
Am 7. Dezember 1867 wurde auf Veranlassung des damaligen Privatdozenten Gustav Drechsler der Akademisch Landwirtschaftliche Verein gegründet. Befruchtend auf die Tätigkeit innerhalb des Vereins wirkte die Gründung des Verbandes Akademisch–landwirtschaftlicher Vereine (VALV) am 5. März 1882. Als Kneiplokal diente der Englische Hof. Wegen Mitgliedermangels musste die Agronomia Gottingensis 1883/84 kurzfristig suspendieren. Ein Vollwichs für die Chargierten wurde 1902 angeschafft. Das Einpauken auf Schläger wurde im Wintersemester 1903/04 für die Aktiven zur Pflicht. Im gleichen Zuge mussten sich Chargierte von nun an auf Säbel einpauken. Als Wahrzeichen der Verbindung überreichte die Altherrenschaft 1905 der Aktivitas das Wappenschild.
Zum Zwecke des Baus eines repräsentativen Korporationshauses wurde 1909 ein Hausbauverein gegründet. Im Rahmen des Paukbetriebes wurde 1912/13 das seit 40 Jahren bestehende Waffenschutzverhältnis mit der Burschenschaft Alemannia erneuert. Die Verbindung nannte sich jetzt Akademisch–landwirtschaftliche Verbindung Agronomia. Mit Ausbruch des Ersten Weltkrieges lag das Bundesleben von 1914 bis 1918 vollkommen danieder. Erst 1919 lebte es wieder auf und statt der Schleife wurde das Band eingeführt. Füxe trugen weiterhin die Schleife. Alte Herren erhielten dagegen ein besticktes Band.
Ein Jahr später wurde auch für die Füxe ein Fuxenband ("rot-weiß") eingeführt und man begann Vollcouleur zu tragen. Eine weitere Entwicklung in diesem Jahr war der Erwerb eines Verbindungshauses im Nikolausberger Weg 28/29. Mit Einführung der Bestimmungsmensur kam es 1923 zur Abspaltung der Agraria Göttingen.

### 1923–1953
Zwei Jahre später wurden fünf Pflichtmensuren auf Schläger für die Aktiven festgelegt. 1925 wurde das neue Haus in der Herzberger Landstraße 2 eingeweiht. Vor dem Zusammenschluss mit Agraria Jena und Agronomia Lipsiensis zum Kartell Akademisch-Landwirtschaftlicher Verbindungen 1931/32 fusionierte die Agronomia Gottingensis 1927 mit Agronomia Gießen und wandelte sich 1933 in die Bauernschaft Agronomia um. Am 8. Mai 1935 fusionierte die Agronomia Gottingensis mit der Landwirtschaftlichen Kameradschaft Borussia. Kurze Zeit später wurde der Bund am 3. November 1935 durch Convents-Beschluss aufgelöst und alle Mitglieder in den Hausbauverein überführt. Zur vollständigen Liquidation des eigentlichen Bundes und des Hausbauvereins kam es am 27. Februar 1937. Daraufhin wurde der Verein ehemaliger Agronomen gegründet und das Haus in der Herzberger Landstraße verkauft.
Zu ersten Ansätzen der Wiedereröffnung des Bundes kam es 1946. Die Gesellschaft akademischer Landwirte zu Göttingen wurde gegründet, die sich später in Göttinger Agronomen umbenannte. Erst 1951 wurde eine neue Aktivitas aufgebaut. An der Universität bekam die Agronomia Gottingensis daraufhin die Zulassung als studentische Verbindung und es wurde die Kellerkneipe im Haus der Landsmannschaft Gottinga im Nikolausberger Weg 25 bezogen. 1952 kam die Fusion mit der Agronomia Lipsiensis zustande und es wurde ein neuer Hausbauverein Agronomenhaus e.V. zu Göttingen gegründet. Am 24. Mai 1953 wurde die Agronomia Göttingen in den Coburger Convent aufgenommen.

### Seit 1953
1957 mietete die Verbindung eine Etage eines Wohnhauses in der Merkelstraße 28 an, gefolgt vom drei Jahre späteren Kauf des jetzigen Verbindungshauses im Friedländer Weg 61. Auch die Landsmannschaft Agronomia Jenensis/Agraria Jena zu Kiel im CC fusionierte nun mit der Agronomia Gottingensis. 1961 folgte dann die Namensänderung in Landsmannschaft Agronomia Gottingensis im CC zu Göttingen. 1972 kam es zum Ausschluss aus dem CC. Mit der Aufnahme des fakultativen Fechtens 1978 erhielt die Agronomia Göttingen Waffenschutz beim Corps Agronomia Hallensis. Dieses Waffenschutzverhältnis wurde 1989 aufgelöst.
Heute zählt der Bund rund 220 Mitglieder, davon circa 200 Alte Herren.

## Geschichte der Fusionsbünde

### Geschichte der Agraria Göttingen
Am 21. November 1923 wurde die Agraria Göttingen durch Agronomia wegen eines unerwartet starken Mitgliederzuwachses gestiftet. Agraria wählte die Farben schwarz-gold-grün und schwarze Mützen. 1931 wurde der Name Borussia angenommen. Am 8. Mai 1935 ging sie in der Landwirtschaftlichen Kameradschaft Agronomia auf.

### Geschichte der Agronomia Leipzig
Nach Auflösung der "Akademie des Landbaus" in Plagwitz fanden sich deren Studenten am neu gegründeten Landwirtschaftlichen Institut der Universität Leipzig zusammen und gründeten am 13. Mai 1870 den Akademisch Landwirtschaftlichen Verein Leipzig mit den Farben grün-weiß-orange und unbedingter Satisfaktion. Nach dem Ersten Weltkrieg wurde der Name Akademisch-Landwirtschaftliche Verbindung Agronomia angenommen, ab 1. Mai 1920 führte die ALV Agronomia schließlich Vollcouleur und Bestimmungsmensur ein. Ende 1935 wurde die Aktivitas im Zuge der Gleichschaltung aufgelöst.

### Geschichte der Agronomia Jenensis
Am 8. Februar 1851 wurde Agronomia Jenensis als Akademisch Landwirtschaftlicher Verein gegründet. Im SS 1892 wandelte sich der Verein in die freischlagende Verbindung Agronomia Jenensis um und legte die Farben schwarz-grün-gold (von unten) mit schwarzen Stürmern an. Nach dem Ersten Weltkrieg erklärte sich Agronomia Jenensis zum Corps und renoncierte ab 10. Mai 1923 beim RSC, in den sie am 1. Februar 1924 recipiert wurde. 1930 trat man im Zuge der Köthener Krise aus dem RSC wieder aus. Ende 1935 wurde die Aktivitas im Zuge der Gleichschaltung aufgelöst.

### Weitere Fusionsbünde
- Agronomia Gießen
- Agraria Jena

## Bekannte Mitglieder
- Friedrich Aereboe (1865–1942), Agrarökonom (Agronomia Jenensis)
- Bruno Steglich (1857–1929), Agrarwissenschaftler (Agronomia Leipzig)
- Wilhelm Seedorf (1881–1984), Agrarökonom (Agronomia Gottingensis)
- Herbert Morgen (1901–1997), Agrarsoziologe (Agronomia Gottingensis)